# Ukari Figgs
Ukari Okien Figgs, coniugata Morgan (Georgetown, 31 marzo 1977), è un'ex cestista e allenatrice di pallacanestro statunitense, professionista nella WNBA.

## Carriera
È stata selezionata dalle Los Angeles Sparks al terzo giro del Draft WNBA 1999 (28ª scelta assoluta).

## Palmarès
- Campionessa NCAA (1999)
- NCAA Basketball Tournament Most Outstanding Player (1999)
- Campionato WNBA: 1

Los Angeles Sparks: 2001